# Артемис Энтрери
Артемис Энтрери (англ. Artemis Entreri), также известный как Король Артемис Первый (King Artemis I) и Баррабус Серый (Barrabus the Gray) — наёмный убийца и авантюрист, персонаж книг Роберта Сальваторе о Вселенной Forgotten Realms. Впервые появляется в трилогии «Долина Ледяного Ветра», в дальнейшем фигурирует в качестве «главного злодея» в ряде книг о тёмном эльфе Дзирте До’Урдене. Начиная с романа «Незримый Клинок», Энтрери становится самостоятельным персонажем. О его приключениях в паре с наёмником и авантюристом Джарлаксом написана трилогия «Sellswords» («Наёмные клинки»). Также писатель Дэвид Понтьер написал биографический фанфик о нём: «The Art of Being Entreri», который был издан компанией Wizards of the Coast в сборнике рассказов.
Имя убийцы, Артемис — английский вариант имени Артемида, греческой богини охоты.

## Личность
Энтрери — ловкий, циничный волк-одиночка, не испытывающий никаких угрызений совести и убивающий без сомнений всех, кто ему мешает. Однако, Энтрери испытывает удовольствие не от крови и жестокости, но только от своих побед, и постоянно пытается доказать всему миру и себе, что он непобедим. Свою жестокость и уловки он считает идеальным способом побеждать, а милосердие и прочие сантименты — проявлением слабости. Встреча с Дзиртом, который не уступает ему в искусстве боя и при этом остаётся честен и милосерден, глубоко задевает убийцу и заставляет его искать всё новых встреч и поединков с тёмным эльфом. В поздних книгах характер Энтрери начинает меняться (под воздействием подарка тёмного эльфа Джарлакса и его самого), ему становится свойственна рефлексия и некоторая сентиментальность, связанная с разочарованием в своём образе жизни.
Внешне Артемис выглядит как невысокий, мускулистый мужчина средних лет. У него тёмные волосы, серые глаза, смуглое щетинистое лицо с широкими скулами.

## D&D-характеристика
- Раса: Человек, мужчина
- Класс: Авантюрист 4 / Следопыт 1 / Воин 12 / Ассасин 1 CR 18
- Мировоззрение: Законно-злое.
- Hit Dice: 4d6+8 плюс 1d10+2 плюс 12d10+14 плюс 1d6+2; hp 121;
- Инициатива +9; Скорость 50 футов.; AC 22 (касание 18, застигнутый врасплох 22);
- Атака +20 / + 15 / + 10 / + 5 рукопашная (1d8+7/17-20 плюс ранение, +3 длинный меч ранения) и +21 / + 16 рукопашная (1d4+7/17-20, +4 кинжал защиты); SA Смертельная атака (DC Стойкости 14), Бой с двумя оружиями, атака исподтишка +3d6; SQ. Уклонение, излюбленный враг (человек +1), нахождение ловушек, использование яда, странная утвёртливость (бонус Ловкости к AC); AL LЕ;
- Спасброски: Стойкость +13, Рефлексы +15, Воля +8; Сила 14, Ловкость 20, Телосложение 15, Интеллект 16, Мудрость 16, Харизма 13. Рост 5 футов 5 дюймов.
- Навыки и Умения: Баланс +14, Блеф +6, Подъём +12, Расшифровка записи +6, Дипломатия +5, Ломание Устройства +5, Маскировка +9, Искусство Побега +8, Подделка +6, Сбор информации +4, Приручение животного +6, Скрытность +13, Запугивание +6, Чувство направления +6, Прыжок +12, Знание (Север местный) +6, Слушание +8, Бесшумное движение +13, Открывание Замков +10, Очистка Карманов +13, Чтение по Губам +6, Поездка (лошадь) +11, Поиск +8, Чувство Мотивов +8, Обнаружение +8, Плавание +7, Кувырок +13, Использование Магического Устройства +9, Использование Веревки +12, Знания дикой местности +7; Слепая борьба, Боевые Рефлексы, Уловка, Экспертиза, Улучшенный Критический (кинжал), Улучшенный Критический удар (длинный меч), Улучшенная Инициатива, Улучшенный Бой с двумя оружиями, Подвижность, Быстрое Выхватывание, Быстрая Атака, Выслеживание, Фокус на оружии (кинжал), Фокус на оружии (длинный меч), Специализация на Оружии (кинжал). Специализация на Оружии (длинный меч).
- Подготовленные Заклинания (1) 1-й — обнаружение яда.
- Имущество; +3 длинный меч ранения, + 4 кинжал защиты, плащ доспеха +4 (как наручи доспеха), кольцо защиты +3, плащ арахнида, амулет здоровья.

## Биография

### Юность
Энтрери — этнический калимшит. До 10 лет он жил с матерью, её любовником, которого считал своим отцом, и его братом. Когда его мать тяжело заболела, она поняла, что жить ей осталось недолго, и продала сына в Калимпорт, чтобы дать ему хоть какой-то шанс. Артемиса воспитали воры из шайки Паши Басадони. Старый Паша симпатизировал юноше, и после того, как Энтрери прикончил его помощника Тиблиса Роюзета, назначил юношу на его место. Басадони обучил Артемиса искусству боя, скрытности и обмана, но до многого молодой авантюрист дошёл и сам. Повзрослев, Энтрери оставил гильдию Басадони и стал вольнонаёмным убийцей, быстро заслужив славу лучшего мастера в своём деле.

### Карьера убийцы
Энтрери стал приближенным Паши Пуука, одного из самых могущественных главарей мафии Калимпорта. Полурослик Реджис украл у Пуука волшебный кристалл, позволявший гипнотизировать собеседников. Паша отправил Энтрери за вором. Несколько лет убийца искал полурослика по всему Побережью Мечей, дойдя до самой Долины Ледяного Ветра. Наконец он напал на след, выведал, что Реджис отправился с тёмным эльфом Дзиртом на поиски Мифрил-Холла. Энтрери, в сопровождении временных союзников из гильдии магов Лускана, отправляется в погоню.
В Мифрил-Холле ему приходится столкнуться со следопытом Дзиртом До’Урденом — первым воином, которого Энтрери не смог победить в бою. Сражаясь и против Дзирта, и плечом к плечу с ним против серых дварфов, Энтрери испытал восхищение и зависть. Похитив Реджиса и волшебную пантеру Гвенвивар, убийца решил заманить тёмного эльфа в Калимпорт, чтобы дать ему ещё один бой и доказать себе, что дерётся лучше. Однако новая дуэль в канализации Калимпорта заканчивается в пользу эльфа, а Энтрери уходит, тяжело израненный.

### С темными эльфами
Энтрери захватывает волшебную маску, и под личиной Реджиса пробирается в Мифрил-Холл. Он вступил в сговор с наёмником Джарлаксом, помогая эльфам-дроу завоевать Мифрил-Холл и погубить Дзирта. Позже ему удаётся сбежать из города дроу, не без помощи самого Дзирта и Кэтти-бри, но на поверхности их пути расходятся.
После 10 лет странствий он возвращается в Калимпорт. Но 10 лет — срок большой. Многие о нём уже забыли. Когда он начинает вести себя слишком открыто, за ним начинают охотиться молодые наёмные убийцы, жаждущие славы. Позже его примечает гильдия Басадони, но когда Энтрери проваливает своё первое задание из-за гордыни, гильдия хочет с ним поквитаться. В последний момент его спасает Джарлакс, вышедший со своей бандой на поверхность. С помощью могущественной магии дроу, они вскоре свергают дряхлого Пашу Басадони и делают Энтрери новым главой гильдии. Но фактически, он — марионетка в руках Джарлакса. Энтрери тяготится своей славой и силой, жестокость больше не кажется ему нормой жизни. Джарлакс подстраивает ему поединок с Дзиртом, и Артемис наконец-то убивает (как ему кажется) своего заклятого врага, но это уже не радует убийцу. Он старается вытащить своего друга Джарлакса из-под влияния кристалла Креншинибона, и принимает участие в уничтожении кристалла священником Кеддерли.

### Странствия
Покончив с злосчастным кристаллом, заклятые друзья отправляются в далекие северные земли Ваасы, бесплодные и дикие, населённые чудовищами и хранящие память о мрачных временах. Прибыв в Дамару, королевство, граничащее с ледяными пустошами Ваасы, друзья попадают в хитроумную ловушку двух сестер-дракониц и волей-неволей нанимаются к ним на службу для поисков наследства короля-колдуна Женги — богатого собрания артефактов, оставшихся после его падения. Вскоре возле селения полуорков под названием Палишук вырастает огромная крепость, очень похожая на замок Злосчастия, оплот могущества Женги, а в её окрестностях всё чаще замечают пугающие силуэты. Тогда Джарлакс, Артемис Энтрери и группа приключенцев во главе с капитаном Эллери, племянницей короля Дамары, отправляются туда, чтобы выяснить тайну загадочного замка.

### Долгий путь домой
После победы над могущественным драколичем Уршулой Тёмным, Джарлакс овладевает могущественным артефактом, хранящим душу могучего дракона. Увидев в этом большие возможности для реализации своих безумных, амбициозных планов, тёмный эльф провозглашает на территории Ваасы новое королевство Д’эрт, а своего друга — королём Артемисом Первым. Дерзкий план терпит крах, но и из этого Джарлакс извлекает выгоду к тому же приобретая нового компаньона в странствиях — дварфа Атрогейта, вечно отпускающего грязные шуточки по любому поводу.
У Артемиса завязался роман с полуэльфийкой Кайлией, которую он по-настоящему полюбил. Однако она предала его и пыталась убить. Артемис в гневе вышвырнул её в окно второго этажа, тем самым навсегда отказавшись от любви. Под действием флейты Идалии, окончательно сбросив с себя железный доспех жестокости и беспощадности, отправляется на поиски своего утраченного детства в Мемнон — город, в котором он родился и где, волей злой судьбы, из простого мальчика стал самым знаменитым наёмным убийцей Юга.
Найдя в Мемноне дом своих родителей, Артемис узнал что его отец на самом деле — один из священнослужителей, которые безбожно продают индульгенцию за последние деньги нищего сброда. С помощью Джарлакса и его нового компаньона Атрогейта, он ворвался в храм и убил верховного священника, в котором увидел внешнее сходство с собой. После осуществления мести, Артемис почувствовал себя опустошенным, он разбил флейту Идалии и решил вернуться в Калимпорт к девушке-полурослику Двавел, к которой давно испытывал теплые чувства.
В момент прощания с Джарлаксом и Атрогейтом, он сказал, что убийца Артемис Энтрери умер в храме вместе с верховным священником.

### Среди теней
Во время путешествий с Джарлаксом в поисках приключений Энтрери обнаруживает, что его меч, Коготь Харона, является артефактом Шадовара, теневого наследника Незерильской Империи. Артемис убивает вампирическим кинжалом одного из шейдов и, вместе с поглощённой жизнью, начинает трансформироваться в существо тени. Впоследствии меч переходит к могущественному тифлингу Херцго Алегни, и Энтрери оказывается слугой проклятого оружия и его хозяина. Под именем Баррабус Серый он исполняет поручения своего повелителя в качестве разведчика, убийцы и посредника в переговорах с людьми. Колдовская сила меча продлевает его жизнь на многие десятилетия, и однажды он вновь встречается со своим заклятым соперником До’Урденом в лесу Невервинтер.

### Бои за Невервинтер
Впоследствии Энтрери, посланный убить Далию, объединяется с ней и Дзиртом, чтобы избавить город Невервинтер от тэйской колдуньи Силоры Салм. Энтрери, Дзирт и Далия расправляются с Силорой в её крепости — Пепельной Поляне, и Артемис становится компаньоном эльфов в походе на Невервинтер, где обосновался хозяин убийцы Херцго Алегни, с которым у Далии и Энтрери свои счёты. Они добиваются победы и несут Коготь Харона, захвативший власть над убийцей, в Гаунтлгрим. Там они, сражаясь с дроу из домов Ксорларрин и Бэнр, убивают преследующего их Алегни и сбрасывают меч в яму Предвечного Элемента Огня. Однако, Энтрери остаётся жив вопреки ожиданиям и продолжает путь вместе с Дзиртом.

### Начало нового пути
После встречи с кланом Ксорларинов в Гаунтлгриме , Дзиртом и его группой начинает интересоваться аристократ Дома Бэнров Тиаго Бэнр. Им овладевает навязчивая идея принести голову Дзирта в качестве трофея в Мензоберранзан. Тем временем Энтрери и Дзирт направляются в Порт Лласт для помощи местным жителям в борьбе против морских дьяволов саугатинов. Отбив город, наёмник и тёмный эльф отступник узнают от Джарлаксла, что их преследует группа аристократов тёмных эльфов во главе с Тиаго. Компания принимает решения отправиться в морское путешествие вдоль побережья Мечей. Вернувшись из плавания, они решают вернуть спутницу Дзирта — Гвенвивар, которая была похищена незересами. В результате группа попала в плен к Дрейго Быстрому. Впоследствии Энтрери, Дзирт, Далия, Афафренфер, Эффрон и Амбра были освобождены наемниками из Бреган Д’Эрт. Спасаясь от преследовавших их тёмных эльфов, они двигаются на север, в Долину Ледяного Ветра, где попав под воздействие леса Ируладуна, засыпают на 18 лет. После пробуждения, обнаружив, что наступил 1485 год по Летоисчислению Долин, группа разделяется в результате размолвки Дзирта и Далии. Умирающий Дзирт остаётся на склоне горы Пирамиды Кельвина, а разношёрстная группа, не обнаружив дроу, продолжают путь.

### Плен и возвращение в Мензоберранзан
Несмотря на 18 лет ожидания, Тиаго Бэнр по-прежнему ищет Дзирта. Получив от осведомителей информацию о передвижении группы воинов, в которой присутствует Энтрери, он устраивает облаву в гостинице, в которой они остановились. В результате Энтрери, Далия, Анафренфер и Амбра попадают в плен в новом городе дроу Ксорларин. Дзирт воссоединяется с Компаньонами из Халла, которых вернула к жизни Миликки. Нарастает напряжение между орками и дворфами, но перед тем как участвовать в новой войне, они решают успокоить дух Тибблдорфа Пуэнта, ставшего вампиром, обитающим в Гаунтлгриме — Ксорларине . Обнаружив дух дворфа, они узнают о захваченном в плен Энтрери и остальных. Воспользовавшись отсутствием главных сил дроу в Ксорларине, Компаньоны отбивают Энтрери и товарищей. Энтрери остаётся благодарным Дзирту, но не присоединяется к его группе. Перед уходом из нового города дроу Энтрери убивает пытавшую его жрицу дроу Береллип.
Энтрери возвращается спустя несколько ключевых событий — второй войны за Серебряные пустоши и освобождения демонов из Бездны. Теперь его задача вместе с Джарлаксом и Дзиртом освободить Далию из Мензоберранзана, где её сделали марионеткой, номинальной Верховной Матерью воссозданного Дома До’Урден. В результате Энтрери, Джарлакс и Далия вновь попадают в плен, а Дзирту дана возможность решить конфликт с Тиаго, где победа означает право на титул чемпиона Лаос. После победы над Тиаго Дзирт с помощью магии Ивоннель Бэнр изгоняет лорда демонов Демогоргона и забирает своих товарищей, но безумие иллюзии всего происходящего поселяется в нём.

## Книги, где появляется Энтрери
Роберт Сальваторе:
- «Осколок Кристалла» (Crystal Shard, 1988)
- «Серебряные Потоки» (Streams of Silver, 1989)
- «Сокровище Полурослика» (Halfling’s Gem, 1990)
- «Тёмное Наследие» (the Legacy, 1992)
- «Беззвёздная Ночь» (Starless Night, 1993)
- «Незримый Клинок» (Silent Blade, 1998)
- «Служитель Кристалла» (Servant of the Shard, 2000)
- «Заклятие Короля-Колдуна» (Promise of the Witch King, 2005)
- «Дорога Патриарха» (Road of the Patriarch, 2006)
- «Третий Уровень» (the Third Level, рассказ, 1994)
- «Гаунтлгрим» (Gauntlgrym, 2011)
- «Невервинтер» (Neverwinter, 2012)
- «Коготь Харона» (Charon’s Claw, 2013)
- «Последний Порог» (The Last Threshold, 2013)
- «Компаньоны» (The Companions, 2013)
- «Ночь охотника» (Night of the Hunter, 2014)
- «Маэстро» (Maestro, 2016)
- «Герой» (Hero, 2016)
- «Время не властно» (Timeless, 2018)

Дэвид Понтьер:
- «Искусство быть Энтрери» (The Art of Being Entreri, повесть)
- «Когда Гоблины Атакуют» (When Goblins Attack, повесть)
- «Реальность Страха» (The Reality of Fear, повесть)

## Другое
- Артемис Энтрери является главным героем песни «Единственный Враг» с одноимённого альбома певицы «Канцлер Ги»;
- В 2005 году компания «Wizards of the Coast» выпустила ограниченную версию фигурок своего персонажа.[2]